# Parc de Kinuta
Le parc de Kinuta (砧公園, Kinuta Kōen) situé dans l'arrondissement de Setagaya à Tokyo, couvre une superficie totale de 39 ha, dont 240 000 m2 de pelouse.

## Floraison des cerisiers
Le parc de Kinuta est réputé comme site d'observation de la floraison des cerisiers (sakura). Il en possède au moins trois variétés — Someyoshino (photo), Yamazakura et Yaezakura — ce qui rend la saison d'observation relativement longue (plus de deux semaines).

## Installations
Il existe également des terrains de baseball, de football, des pistes de cyclisme et le proche musée d'art de Setagaya.
La piste cycliste de 1 667 m se double d'un parcours de marche en dehors des horaires 9 h-16 h.

## Accès
L'autoroute Tōmei (東名高速道路, Tōmei Kōsoku Dōro) longe le côté sud; Kampachi (環八, l'anneau routier n°.8), le côté est. L'autoroute Tōmei se termine à cette intersection.

## Histoire
Le parc est inauguré le 1er avril 1957. Après la Guerre du Pacifique (Seconde Guerre mondiale), il sert de parcours pour un golf public. Celui-ci est plus tard fermé afin de créer l'actuel parc Kinuta.